# Biharugra
Biharugra é um município da Hungria, situado no condado de Békés. Tem 52,84 km² de área e sua população em 2015 foi estimada em 945 habitantes.